# GRID (odwzorowanie)
GRID – rodzaj typu odwzorowania przestrzeni w GIS. 
Łączy zalety grafiki wektorowej oraz grafiki rastrowej. Ma postać regularnej siatki, na której przypisano atrybuty w miejscu przecięcia się linii. Punkt przecięcia siatki ma wymiar 0, jednakże zasięg atrybutu definiowany jest poprzez wymiar "oczka" siatki. Ten typ odwzorowania przestrzeni znajduje zastosowanie przede wszystkim w przedstawianiu powierzchni ciągłych, gdyż ułatwia ich odwzorowanie za pomocą trójwymiarowego konturu.